# Związek Pracodawców Polska Rada Winiarstwa
Związek Pracodawców Polska Rada Winiarstwa – największa w Polsce organizacja zrzeszająca podmioty branży winiarskiej. Należą  do niej zarówno producenci, importerzy, dystrybutorzy jak i inne przedsiębiorstwa związane z krajowym rynkiem wina. Związek powstał w 2015 roku z inicjatywy członków Polskiej Rady Winiarstwa przy Stowarzyszeniu Naukowo–Technicznym Inżynierów i Techników Przemysłu Spożywczego, której działalność została zawieszona w styczniu 2016 roku.
Do głównych celów organizacji należy działanie na rzecz interesów pracodawców branży winiarskiej oraz wypracowywanie wspólnej wizji rozwoju branży przez wszystkich jej przedstawicieli w Polsce. Reprezentuje swoich członków wobec władz ustawodawczych, wykonawczych i instytucji kontrolnych oraz innych organizacji krajowych i zagranicznych. ZP PRW tworzy przestrzeń do integracji pracowników branży winiarskiej i ich doskonalenia zawodowego.